# Constantin de Hesse-Rheinfels-Rotenbourg
Constantin de Hesse-Rheinfels-Rotenbourg (en allemand : Konstantin von Hessen-Rheinfels-Rotenburg), né le 24 mai 1716 à Rotenburg, décédé le 30 décembre 1778 à Wildeck.
Il est landgrave de Hesse-Rotenbourg de 1754 à 1778, landgrave de Hesse-Eschwege et landgrave de Hesse-Wanfried de 1755 à 1778.

## Famille
Il est le fils d'Ernest-Léopold de Hesse-Rheinfels-Rotenbourg et d'Éléonore de Lowenstein-Wertheim.
Constantin de Hesse-Rheinfels-Rotenbourg est issu de la lignée des Hesse-Rheinfels, branche catholique de la Maison de Hesse, elle-même issue de la Maison de Brabant.
Le 25 août 1745, Constantin de Hesse-Rheinfels-Rotenbourg épouse Sophie de Starhemberg (1722-1773), fille de Konrad Siegmund, graf von Starhemberg, et de Marie Léopoldine de Löwenstein Wertheim Rochefort.
Onze enfants sont nés de cette union :
- Charles-Emmanuel de Hesse-Rheinfels-Rotenburg (1746-1812), landgrave de Hesse-Rheinfels-Rotenburg, marié en 1771 avec Léopoldine de Liechtenstein (1754-1823), dont postérité : leur fils Victor Amédée de Hesse (1779-1834) est le dernier landgrave de Hesse-Rheinfels-Rotenbourg ;
- Clémentine de Hesse-Rheinfels-Rotenbourg (1747-1813), elle fut abbesse à Süsteren
- Marie-Hedwige de Hesse-Rheinfels-Rotenbourg (1748-1801), en 1766 elle épouse Jacques Léopold de La Tour d'Auvergne, duc de Bouillon (1746-1802, (fils du duc de Bouillon, Godefroy Charles Henri de La Tour d'Auvergne), sans enfant ;
- Aloïs de Hesse-Rheinfels-Rotenbourg (1749-1749)
- Christian de Hesse-Rheinfels-Rotenbourg (1750-1782)
- Charles de Hesse-Rheinfels-Rotenbourg (1752-1821)
- Antoinette de Hesse-Rheinfels-Rotenbourg (1753-1823)
- Wilhelmine de Hesse-Rheinfels-Rotenbourg (1755-1816) elle entre dans les ordres
- Léopoldine de Hesse-Rheinfels-Rotenbourg (1756-1761)
- Ernest de Hesse-Rheinfels-Rotenbourg (1758-1784), en 1781 il épouse Christine von Bardeleben (1765-1835), dont postérité ;
- Frédérique de Hesse-Rheinfels-Rotenbourg (1760-1760)

Veuf, Constantin de Hesse-Rheinfels-Rotenbourg se remarie le 27 mai 1775 avec Henriette Victoire de Bombelles (1751-1822), fille de Henri François de Bombelles, gouverneur de Bitche, et de sa seconde épouse, Geneviève Charlotte de Badains. Devenue veuve à son tour, elle se remarie en 1782 avec le marquis de Louvois, dont elle eût Auguste Michel Le Tellier de Louvois.

### liens internes
- Maison de Hesse
- Landgraviat de Hesse-Rheinfels-Rotenbourg
- Guillaume de Hesse-Rheinfels-Rotenbourg
- Caroline de Hesse-Rheinfels, sa sœur